# Nemophas ammiralis
Nemophas ammiralis là một loài bọ cánh cứng trong họ Cerambycidae.